# Edgar Gifford, 4. Baron Gifford
Edgar Berkeley Gifford, 4. Baron Gifford (* 8. März 1857; † 29. Januar 1937) war ein britischer Peer.

## Leben
Er war der zweite Sohn des Robert Gifford, 2. Baron Gifford aus dessen Ehe mit Hon. Frederica Berkeley, Tochter des Admirals Maurice Berkeley, 1. Baron FitzHardinge. Er hatte elf Geschwister.
Er wurde am Lancing College ausgebildet. Er diente im Rang eines Lieutenant in der Miliz von South Gloucestershire.
Am 26. November 1879 heiratete er in erster Ehe Mary Osborne († 1913), Witwe des Thomas Booth. Nach deren Tod heiratete er am 5. Juni 1918 in zweiter Ehe Anne Maud Aitchison († 1956). Aus dieser zweiten Ehe ging eine Tochter hervor:
- Hon. Serena Mary Gifford (* 1919), ⚭ (1) 1940–1947 Patrick de Gruchy Vignoles Crawshay Warren, ⚭ (2) 1951 Arthur Reginald Danks.

Als am 5. Juni 1911 sein älterer Bruder Edric Gifford, 3. Baron Gifford starb, erbte er dessen Adelstitel als Baron Gifford und wurde dadurch Mitglied des House of Lords. Als er selbst 1937 ohne männlichen Nachkommen starb, erbte sein Neffe Charles Gifford den Titel.